# Малый Гыжег
Ма́лый Гы́жег — деревня в Ленском районе Архангельской области. Входит в состав Козьминского сельского поселения.

## География
Находится в юго-восточной части Архангельской области на расстоянии приблизительно 3 км на север от административного центра поселения села Козьмино на правобережье Вычегды.

## История
Деревня была отмечена в 1939 году в составе Козьминского сельсовета.

## Население
Численность населения: 0 в 2002 году, 1 человек в 2010.